# Stoornis van de lichaamsbeleving
Een stoornis van de lichaamsbeleving of morfodysforie (ook BDD naar het Engelse body dysmorphic disorder) is een psychische aandoening waarbij de patiënt een afwijkend beeld heeft van zijn eigen lichaam. BDD wordt ook wel ingebeelde lelijkheid genoemd. Er kan zich een obsessieve angst voor afwijkingen van het lichaam ontwikkelen, waardoor de aandoening soms als fobie of een vorm van OCS wordt gezien. Men gebruikt dan ook wel de naam dysmorfofobie. In DSM-IV was de aandoening ingedeeld bij de somatoforme stoornissen. In DSM-5 is de stoornis van de lichaamsbeleving verplaatst naar de categorie van obsessieve-compulsieve en gerelateerde stoornissen.

## Normale zorgen versus obsessie over uiterlijk
Amerikaans onderzoek onder de bevolking wees uit dat 93% van de vrouwen en 82% van de mannen hun uiterlijk belangrijk vinden en hun best doen om dit te verbeteren. Andere onderzoeken lieten zien dat veel mensen ontevreden zijn met een aspect van hun uiterlijk. Bij BDD zijn deze normale zorgen extremer. Mensen met BDD vinden een aspect van hun uiterlijk niet alleen lelijk, zij zijn er ook mee gepreoccupeerd. Ze maken zich te veel zorgen. Hoewel ze zich minder zorgen willen maken, kunnen ze dat niet. Zij zijn erdoor geobsedeerd en lijden hieronder. Voor buitenstaanders zijn de zorgen overtrokken en niet te begrijpen. Wie aan deze aandoening lijdt, heeft doorlopend onvrede met zijn lichaam, doordat hij overtuigd is van een mankement of afwijking. Soms ontstaat hierbij de angst om op grond van het uiterlijk afgewezen te worden. De seksen hebben andere manieren om met hun vermeende gebreken om te gaan, maar bij beide treedt veelal verlegenheid en teruggetrokkenheid op. In ernstige gevallen kan suïcidaal gedrag optreden.

## Soorten obsessies
De obsessie kan allerlei delen van het lichaam beslaan. Huid, haar, neus, gewicht en buik staan in de top 5 van de meest geobserveerde defecten door mensen met BDD. Obsessies rondom borsten, ogen, heupen, tanden, benen en botstructuur komen echter ook veelvuldig voor. Het Adoniscomplex is een bijzondere vorm van verstoorde lichaamsbeleving bij mannen, waarbij de persoon in kwestie is gepreoccupeerd door de spierontwikkeling en/of vorm van het lichaam. Mensen met BDD kunnen één obsessie rondom een deel van het uiterlijk hebben, maar meestal gaat het om meerdere uiterlijke obsessies. In de tijd kan de inhoud van de obsessie veranderen of kunnen er obsessies bij komen.

## Prevalentie-cijfers
Onderzoek in Amerika en Italië wees uit dat ongeveer 1% van de bevolking last heeft van BDD. De prevalentie onder scholieren en studenten lijkt echter hoger te zijn. Onder patiënten die een dermatoloog bezoeken bleek het percentage van mensen die waarschijnlijk BDD hebben 12% en onder de mensen die cosmetische chirurgie zochten hadden tussen de 6% en 20% BDD. BDD wordt nog niet vaak herkend. De cijfers zijn dus wellicht hoger dan nu wordt aangenomen. De diagnose heeft nog niet veel bekendheid. Ook houden veel mensen met BDD hun klachten geheim uit schaamte. Hier zijn verschillende redenen voor aangegeven. Enerzijds de angst om als oppervlakkig, dom of ijdel gezien te worden, of niet serieus genomen te worden. Anderzijds de angst dat bij het noemen van het defect zoals men het waarneemt, anderen het ook gaan zien en er op gaan focussen. Dit zorgt dan voor nog meer schaamte.
De aandoening uit zich meestal in de puberteit of vroege volwassenheid en komt even vaak bij vrouwen als bij mannen voor.

## Diagnose
Bij het stellen van de diagnose moet worden uitgesloten dat er sprake is van een andere aandoening. Als de symptomen zich bijvoorbeeld beperken tot het gewicht, kan er sprake zijn van een eetstoornis. Ook bij aandoeningen als geslachtsidentiteitsstoornissen, transseksualiteit en apotemnofilie is sprake van negatieve lichaamsbeleving, maar deze vallen volgens de DSM-definitie niet onder stoornissen van de lichaamsbeleving.
Gezien de overeenkomst van obsessieve gedachten, zien sommige medici een verstoorde lichaamsbeleving als vorm van de obsessieve-compulsieve stoornis.
Het DSM-IV geeft de volgende criteria voor een stoornis van de lichaamsbeleving:
1. Preoccupatie met een ingebeeld mankement in het uiterlijk. Als er een kleine fysiologische ongerechtigheid aanwezig is, is de bezorgdheid van de persoon hierover overdreven.
2. De preoccupatie veroorzaakt klinisch duidelijk lijden of problemen in de sociale omgang, op het werk of op andere belangrijke terreinen.
3. De preoccupatie is niet uitsluitend te verklaren als onderdeel van een andere psychische aandoening (bijvoorbeeld de onvrede met de lichaamsvorm of -grootte bij anorexia nervosa).

## BDD kan zich op de volgende manieren presenteren

### Keuren
1. Vaak het uiterlijk in de spiegel beoordelen of in andere reflecterende oppervlakken zoals ramen of vaak direct kijken naar het deel van het uiterlijk dat men lelijk vindt;
2. Vaak zichzelf vergelijken met anderen en denken dat men er slechter uitziet
3. Vaak vragen – of willen vragen – of men er goed uitziet, of net zo goed als anderen
4. Veelvuldig delen van het lichaam opmeten in de hoop dat ze zo groot, zo klein of zo symmetrisch zijn als men wil
5. Veel tijd besteden aan het zoeken naar informatie of lezen over uiterlijke problemen in de hoop dat men zich kan geruststellen over hoe men eruitziet of een oplossing kan vinden voor het probleem.

### Vermijden en verbergen
1. Vermijden van spiegels omdat men het niet leuk vindt hoe men eruitziet;
2. Veel tijd besteden aan uiterlijke verzorging, zoals haren kammen/in model brengen, weghalen, scheren of knippen, make-up opdoen. Men kan klachten krijgen over de tijd die hieraan besteed wordt.
3. Proberen om het deel van het lichaam te verstoppen of te bedekken met een hoed, kleding, make-up, (zonne)bril, haar, handen of andere dingen. Moeite om zich onder andere mensen te begeven als dit niet kan. Bijvoorbeeld niet willen zwemmen.
4. Proberen om bepaalde aspecten van het uiterlijk te verbergen door een bepaalde lichaamshouding aan te nemen, zoals het gezicht wegdraaien zodat anderen het niet kunnen zien of de buik inhouden. Men voelt zich ongemakkelijk als deze voorkeurshouding niet aangenomen kan worden.
5. Vermijden dat iemand een foto neemt omdat men denkt er slecht op te komen te staan
6. Moeite om het huis te verlaten of zich isoleren door de manier waarop men eruitziet
7. 's Avonds of 's nachts (of in donkere delen van een ruimte) meer op het gemak voelen om onder de mensen te zijn omdat de vermeende defecten dan minder zichtbaar zijn

### Buitensporig veel aandacht besteden aan uiterlijk
1. Buitensporig veel geld besteden aan uiterlijk om het vermeende defect te verbeteren of verhullen (cosmetica, kleding en dergelijke)
2. Pulken aan de huid, puistjes uitknijpen om te proberen het er beter uit te laten zien
3. Vaak kleding verwisselen, een outfit proberen te vinden die het deel dat men niet mooi vindt bedekt of verhult. Veel tijd besteden aan het uitzoeken van een outfit om er een te vinden waarin men er voordeliger uitziet
4. Cosmetische chirurgie willen, dermatologische behandeling of een andere medische behandeling die de uiterlijke problemen kan verhelpen terwijl andere mensen (vrienden of doktoren) gezegd hebben dat behandeling niet nodig is. Chirurgen hebben gezegd dat het probleem te klein is of dat ze bang zijn dat men niet tevreden zal zijn met het resultaat
5. Buitensporig trainen om het uiterlijk te verbeteren
6. Dieet volgen ook al vinden anderen dat niet nodig
7. Stress vermijden, veel rust of schoonheidsslaapjes nemen om uiterlijk te verbeteren/ verslechtering te voorkomen
8. Na behandeling bij dermatoloog of cosmetische chirurg ontevreden met resultaat, of men heeft meerdere operaties gehad in de hoop dat de volgende procedure wel leidt tot het verhelpen van het probleem
9. Te laat komen door zorgen over het uiterlijk of omdat men een uiterlijk probleem probeert te verhelpen
10. Veel tijd nodig hebben om zaken op orde te krijgen doordat men zo is afgeleid door het uiterlijke zorgen of daaruit voortvloeiend gedrag zoals checken in de spiegel

### Emotionele problemen
1. Somber of angstig worden over de manier waarop men eruitziet
2. Vinden dat het leven niets waard is door hoe men eruitziet
3. Gefrustreerd of boos worden om hoe men eruitziet
4. Paniekaanvallen hebben of zeer angstig zijn door het uiterlijk wanneer men in de spiegel kijkt

### Overig
1. Proberen anderen ervan te overtuigen dat er iets mis is met de manier waarop men eruitziet, maar anderen zien het probleem niet of zien het minimaal
2. Denken dat anderen op een negatieve manier opmerken hoe men eruitziet. Bijvoorbeeld wanneer men op straat loopt, denken dat anderen opmerken wat onaantrekkelijk aan hen is.
3. Denken dat anderen negatief denken over hun uiterlijk en hen belachelijk maken. Hierover paranoïde kunnen zijn.

## Behandeling
Medicatie en cognitieve gedragstherapie (CGT) kunnen helpen.

### CGT
Bij CGT wordt langzaam het BDD gedrag afgebouwd (spiegel checken, geruststelling vragen, vergelijken met anderen) en gaat men werken aan het opgeven van vermijding (opzoeken van situaties waarin men angstig is doordat het uiterlijk zichtbaar is). Omdat mensen met BDD vaak een speciale relatie met de spiegel hebben, wordt hier veelal mee geoefend. Onder andere door te focussen op aspecten van het lichaam waar men een neutrale of positieve associatie bij heeft, een normale afstand van de spiegel te gaan staan en zich leren los te maken van de spiegel. Ook wordt gewerkt aan ontwikkelen van realistischere of alternatieve gedachten (in plaats van denken dat de ander geen gedag zegt omdat ze je te lelijk vinden, bijvoorbeeld denken dat de ander je niet ziet doordat hij in gedachten is, geen bril op heeft, of omdat hij verlegen of niet aardig is).

## Bron
- Katherine A. Phillips. The Broken Mirror. Understanding and Treating Body Dysmorphic Disorder. Revised and Expanded version. Oxford University Press 2005.